# Систематика єхиднових
Родина Єхиднові (Tachyglossidae Gill, 1872) — родина ссавців ряду Однопрохідні.
У списку подано повидовий склад родини, розділений на основні та проміжні таксономічні групи: підродини та роди. Список містить всі відомі сучасні види єхиднових. Він складений за алфавітом за латинськими назвами видів тварин, так як більшість видів немає української аналогічної назви. Всі таксономічні групи також подано за алфавітом за латинськими назвами. Ті таксони, які мають українську аналогічну назву, подано з такою назвою в дужках. Список містить рік та автора першого опису тварини, ареал, вказано ендемічну належність, статус за МСОП, а також зображення тварин. Усі види подано за найбільш поширеною систематикою, яку використовує більшість вчених та викладену у праці Види ссавців світу (третє видання).
Родина включає в себе всього 2 роди та 4 види.

## Повидовий список тварин
| №                           | Латинська назва (українська назва подана лише за наявності)                                                                             | Ким і коли описаний       | Поширення | Статус згідно з МСОП | Зображення |
| --------------------------- | --- | ------------------------- | --------- | -------------------- | ---------- |
| Рід Tachyglossus ( Єхидна ) | |                           |           |                      |            |
| 1                           | Tachyglossus aculeatus (Єхидна австралійська) підвиди: T. a. aculeatus T. a. acanthion T. a. lawesii T. a. multiaculeatus T. a. setosus | Shaw, 1792                |           | низький ризик        |            |
| Рід Zaglossus ( Проєхидна ) | |                           |           |                      |            |
| 1                           | Zaglossus attenboroughi | Flannery and Groves, 1998 |           | під загрозою         | -          |
| 2                           | Zaglossus bartoni підвиди: Z. b. bartoni Z. b. clunius Z. b. diamondi Z. b. smeenki                                                     | Thomas, 1907              |           | під загрозою         | -          |
| 3                           | Zaglossus bruijni | Milne-Edwards, 1874       |           | під загрозою         |            |